# May Bradford Shockley
May Bradford Shockley (Moberly, 11 de mayo de 1879-Palo Alto, 7 de marzo de 1977) fue una pintora y agrimensora de minerales estadounidense que se convirtió en la primera mujer en ocupar el puesto de agrimensora de minerales adjunta de los EE. UU. en Nevada. Su inspiración artística en el Valle de Santa Clara contribuyó en última instancia a que esa región se convirtiera en el centro tecnológico conocido como Silicon Valley.
Después de estudiar dibujo y matemáticas en la Universidad Stanford, se reunió con su padre en Tonopah (Nevada), donde ambos establecieron una empresa de ingeniería de minas. Recibió su nombramiento como inspectora mineral adjunta en 1906, antes de continuar durante un año su educación artística en París con el pintor impresionista Richard E. Miller. Regresó a Tonopah en 1907, conoció a William Hillman Shockley y se casó con él al año siguiente.
Su marido era un botánico aficionado y ella le ayudaba a recolectar especímenes de plantas. Tuvieron un hijo, William Bradford Shockley, mientras vivían en Londres en 1910. La familia regresó a los Estados Unidos y se estableció en Palo Alto, California. Mientras estaba allí, el arte de May Bradford Shockley fue adquirido por su vecino y amigo Herbert Hoover, quien exhibió su trabajo en la Casa Blanca cuando más tarde fue presidente de los Estados Unidos.
Su hijo recibiría el Premio Nobel de Física por coinventar el transistor. Fundó el Laboratorio Shockley de Semiconductores en Mountain View, para estar cerca de su madre viuda. Esta decisión contribuyó al desarrollo de la región hasta convertirse en Silicon Valley.

## Primeros años y educación
Cora May Wheeler nació en Misuri el 11 de mayo de 1879, hija de un Sr. Wheeler y Sallie Wheeler. Después de que su padre abandonó a la familia, la madre de Cora May administraba una pequeña pensión en el condado de Sierra (Nuevo México) (Nuevo México siendo entonces un territorio), cuando conoció a Seymour Kimball Bradford, un topógrafo minero, y ambos se comprometieron en 1884. Bradford y Wheeler se casaron, después de lo cual Cora May comenzó a usar el nombre de May Bradford. Creció moviéndose a través de los campamentos mineros donde su padre trabajaba en Nuevo México, Colorado y Oregón.
La familia se mudó a la granja familiar Bradford en Misuri a fines de la década de 1880. May Bradford, una marimacho, era buena disparando con rifle y disfrutaba montar a caballo. Durante su último año de secundaria, Seymour Bradford invitó a su hija a acompañarlo en su viaje al noroeste del Pacífico. Después de trabajar allí, le concedieron matrícula gratuita en la Universidad Stanford en Palo Alto, California, y comenzó a asistir allí en 1898. Allí estudió con el artista Bolton Brown. Bradford completó su licenciatura en Artes en 1902, con un título en dibujo y una especialización en matemáticas.

## Carrera y familia
Los profesores de Bradford la consideraron una artista talentosa y la animaron a continuar su formación artística en París. En lugar de eso, ella y su madre viajaron al campamento minero en lo que hoy es Tonopah (Nevada), para visitar a Seymour Bradford en su trabajo en el verano de 1902. Al regresar a su hogar en el área de la Bahía de San Francisco, Sallie Bradford enfermó y May Bradford comenzó a trabajar como profesora en Menlo Park. En 1904, un incendio destruyó el negocio de ingeniería de minas de Seymour Bradford, por lo que éste tuvo que llamar a su hija para que se uniera a él en Tonopah y ayudara a establecer una nueva empresa allí. Después de su llegada, ambos fundaron la firma Bradford and Bradford, Surveyors. Allí, May Bradford dibujó mapas y verificó cálculos.
En Tonopah, tuvo una vida social sustancial. En 1906, sintió que tenía la experiencia necesaria para recibir un nombramiento como topógrafa de minerales. En 1906, el agrimensor general de los Estados Unidos para Nevada, Matthew Kyle, la nombró agrimensora adjunta de minerales de los Estados Unidos para Nevada, convirtiéndose en la primera mujerocupar el cargo. Después de esto, la amiga de Bradford, Majorie Bowe, la convenció de pasar un año continuando su formación artística en París, con Bowe acompañándola. Allí se formó con el pintor impresionista Richard E. Miller.
Bradford regresó a Tonopah en junio de 1907. Buscó con éxito un nombramiento como inspectora mineral adjunta de EE. UU. en California, nombramiento que recibió en agosto. Poco después, Bradford conoció al ingeniero de minas William Hillman Shockley. Aunque Shockley tenía 52 años – siendo así veintidós años mayor que Bradford – Bradford se sorprendió al encontrar en Shockley, en una comunidad minera de Nevada, a alguien que pudiera hablar de pinturas italianas. Los dos se casaron el 20 de enero de 1908, en San Francisco. Su marido había viajado por Europa y Asia antes de su encuentro y era un botánico aficionado, y ella colaboró en la recolección de sus especímenes de plantas.
La pareja se mudó a Palo Alto, California, donde fueron vecinos y amigos de Herbert y Lou Henry Hoover. Mientras era presidente de los Estados Unidos, Herbert Hoover exhibió una de sus pinturas en la Casa Blanca.
En Londres, en 1910, los Shockley tuvieron su único hijo, William Bradford Shockley. Más tarde teorizaría sobre el semiconductor y se convertiría en uno de los coinventores del transistor mientras estaba en Bell Labs, lo que le valió el Premio Nobel de Física. May Bradford Shockley se inspiró artísticamente en el Valle de Santa Clara y se retiró a Palo Alto después de vivir un período en Hollywood tras la muerte de su marido. Debido a esto, su hijo fundó el Laboratorio Shockley de Semiconductores en la cercana Mountain View, lo que llevó a que la región se convirtiera en Silicon Valley.